# 린든 애슈비
린든 애슈비(Linden Ashby, 1960년 5월 23일 ~ )는 미국의 배우이다.

## 출연 작품
- 모탈 컴뱃
- 퍼플 하트 - 제이콥 모로우 시니어 역